# 基斯瓦爾尼尤克山 (科拉科拉區)
14°49′46″S 73°44′00″W / 14.82944°S 73.73333°W
基斯瓦爾尼尤克山（Kiswarniyuq），是秘魯的一座山峰，位於該國中南部阿亞庫喬大區，由帕里納科查斯省的科拉科拉區負責管轄，屬於安地斯山脈的一部分，海拔高度4,600米。